# Transmisja tekstu
Transmisja tekstu (łac. transmissio textus) – w ramach krytyki tekstu termin oznaczający proces przekazywania tekstu danego dzieła dawnego (starożytnego, średniowiecznego, renesansowego itp.) metodą ręcznego powielania kolejnych kopii, od autografu do momentu rozpowszechnienia się druku.